# Judaistika
Judaistika (iz njem. Judaistik, prema lat. iudaismus) znanstvena je disciplina koja se bavi proučavanjem židovske povijesi, religije, filozofije, jezika i književnosti. Termin judaistika prvi je upotrijebio Leopold Zunz 1823. godine. 
Istaknuti stručnjaci koji su pridonijeli razvoju discipline su: Nachman Krochmal na polju književnosti, Solomon Judah Rapoport u području povijesti, Shemuel David Luzzato u području hebrejskoga jezika te Abraham Berliner, Isidore Loeb i Solomon Schechter. Tijekom 19. i 20. stoljeća na značajnijim sveučilištima u Njemačkoj, Ujedinjenom Kraljevstvu, Francuskoj i Sjedinjenim Američkim Državama utemljene su katedre judaistike, a od sredine 20. stoljeća osnivaju se židovska sveučilišta i rabinski seminari u Izraelu. Judaistika je bitno pridonijela prosvjećivanju Židova i njihovoj emancipaciji.